# Giro del Lussemburgo 1990
Il Giro del Lussemburgo 1990, cinquantaquattresima edizione della corsa, si svolse dal 13 al 17 giugno su un percorso di 797 km ripartiti in 5 tappe (la prima suddivisa in due semitappe), con partenza a Lussemburgo e arrivo a Diekirch. Fu vinto dal francese Christophe Lavainne della Castorama davanti allo svizzero Erich Mächler e al britannico Maximilian Sciandri.

## Tappe
| Tappa  | Data      | Percorso                                      | km  | Vincitore di tappa | Leader cl. generale |
| ------ | --------- | --------------------------------------------- | --- | ------------------ | ------------------- |
| 1ª-1ª  | 13 giugno | Lussemburgo > Lussemburgo (cron. individuale) | 2,3 | Acácio da Silva    | Acácio da Silva     |
| 1ª-2ª  | 13 giugno | Lussemburgo > Lussemburgo                     | 80  | Eric Vanderaerden  | Phil Anderson       |
| 2ª     | 14 giugno | Lussemburgo > Dippach                         | 166 | Eddy Schurer       | Phil Anderson       |
| 3ª     | 15 giugno | Kehlen > Bettembourg                          | 183 | Bruno Bonnet       | Phil Anderson       |
| 4ª     | 16 giugno | Rosport > Bertrange                           | 192 | Erich Mächler      | Christophe Lavainne |
| 5ª     | 17 giugno | Diekirch > Diekirch                           | 174 | Phil Anderson      | Christophe Lavainne |
| Totale | Totale    | Totale                                        | 797 |                    |                     |

## Dettagli delle tappe

### 1ª tappa - 1ª semitappa
- 13 giugno: Lussemburgo > Lussemburgo (cron. individuale) – 2,3 km

| Pos. | Corridore       | Squadra   | Tempo |
| ---- | --------------- | --------- | ----- |
| 1    | Acácio da Silva | Carrera   | 2'51" |
| 2    | Bjarne Riis     | Castorama | a 1"  |
| 3    | Phil Anderson   | TVM-Yoko  | s.t.  |

| Pos. | Corridore       | Squadra | Tempo |
| ---- | --------------- | ------- | ----- |
| 1    | Acácio da Silva | Carrera | 2'51" |

### 1ª tappa - 2ª semitappa
- 13 giugno: Lussemburgo > Lussemburgo – 80 km

| Pos. | Corridore           | Squadra  | Tempo    |
| ---- | ------------------- | -------- | -------- |
| 1    | Eric Vanderaerden   | Buckler  | 1h07'53" |
| 2    | Johnny Dauwe        | Weinmann | s.t.     |
| 3    | Maximilian Sciandri | Carrera  | s.t.     |

| Pos. | Corridore     | Squadra  | Tempo |
| ---- | ------------- | -------- | ----- |
| 1    | Phil Anderson | TVM-Yoko |       |

### 2ª tappa
- 14 giugno: Lussemburgo > Dippach – 166 km

| Pos. | Corridore           | Squadra   | Tempo    |
| ---- | ------------------- | --------- | -------- |
| 1    | Eddy Schurer        | TVM-Yoko  | 4h37'29" |
| 2    | Christophe Lavainne | Castorama | s.t.     |
| 3    | Eric Vanderaerden   | Buckler   | s.t.     |

| Pos. | Corridore     | Squadra  | Tempo |
| ---- | ------------- | -------- | ----- |
| 1    | Phil Anderson | TVM-Yoko |       |

### 3ª tappa
- 15 giugno: Kehlen > Bettembourg – 183 km

| Pos. | Corridore      | Squadra       | Tempo    |
| ---- | -------------- | ------------- | -------- |
| 1    | Bruno Bonnet   | Carrera       | 4h35'02" |
| 2    | Cassio Freitas | Sicasal-Acral | a 2"     |
| 3    | Phil Anderson  | TVM-Yoko      | a 8"     |

| Pos. | Corridore     | Squadra  | Tempo |
| ---- | ------------- | -------- | ----- |
| 1    | Phil Anderson | TVM-Yoko |       |

### 4ª tappa
- 16 giugno: Rosport > Bertrange – 192 km

| Pos. | Corridore           | Squadra   | Tempo    |
| ---- | ------------------- | --------- | -------- |
| 1    | Erich Mächler       | Carrera   | 5h29'50" |
| 2    | Christophe Lavainne | Castorama | s.t.     |
| 3    | Maximilian Sciandri | Carrera   | s.t.     |

| Pos. | Corridore           | Squadra   | Tempo |
| ---- | ------------------- | --------- | ----- |
| 1    | Christophe Lavainne | Castorama |       |

### 5ª tappa
- 17 giugno: Diekirch > Diekirch – 174 km

| Pos. | Corridore           | Squadra   | Tempo    |
| ---- | ------------------- | --------- | -------- |
| 1    | Phil Anderson       | TVM-Yoko  | 4h49'00" |
| 2    | Maximilian Sciandri | Carrera   | s.t.     |
| 3    | Christophe Lavainne | Castorama | s.t.     |

| Pos. | Corridore           | Squadra   | Tempo     |
| ---- | ------------------- | --------- | --------- |
| 1    | Christophe Lavainne | Castorama | 20h41'55" |
| 2    | Erich Mächler       | Carrera   | a 15"     |
| 3    | Maximilian Sciandri | Carrera   | a 38"     |

## Classifiche finali

### Classifica generale
| Pos. | Corridore                     | Squadra          | Tempo     |
| ---- | ----------------------------- | ---------------- | --------- |
| 1    | Christophe Lavainne           | Castorama        | 20h41'55" |
| 2    | Erich Mächler                 | Carrera-Vagabond | a 15"     |
| 3    | Maximilian Sciandri           | Carrera-Vagabond | a 38"     |
| 4    | Eddy Schurer                  | TVM-Yoko         | a 42"     |
| 5    | Bruno Bonnet                  | Carrera-Vagabond | a 43"     |
| 6    | Bjarne Riis                   | Castorama        | a 48"     |
| 7    | Cassio Freitas                | Sicasal-Acral    | s.t.      |
| 8    | Jorge Manuel Silva dos Santos | Sicasal-Acral    | a 54"     |
| 9    | Jan Wijnants                  | SEFB-Saxon-Gan   | a 58"     |
| 10   | Twan Poels                    | Buckler          | a 59"     |